# Kiwi Pass
Kiwi Pass är ett bergspass i Antarktis. Det ligger i Östantarktis. Australien gör anspråk på området. Kiwi Pass ligger 1 968 meter över havet.
Terrängen runt Kiwi Pass är kuperad åt nordost, men åt sydväst är den bergig. Trakten är obefolkad. Det finns inga samhällen i närheten. 